# Párnica
Párnica – wieś (obec) w powiecie Dolný Kubín na Słowacji, na słowackiej Dolnej Orawie. Położona jest w dolinie rzeki Orawa, u podnóży wzniesień Małej Fatry, Wielkiej Fatry i Magury Orawskiej. Przez miejscowość prowadzi droga krajowa nr 70. Pierwsza pisemna wzmianka o miejscowości pochodzi z 1420 roku.